# Cannonball Baker Sea-To-Shining-Sea Memorial Trophy Dash
La Cannonball Baker Sea-To-Shining-Sea Memorial Trophy Dash, meglio nota come Cannonball Baker o Cannonball Run, era una gara automobilistica non ufficiale, se non illegale, corsa quattro volte negli anni '70 da New York e in seguito da Darien (Connecticut), sulla costa atlantica degli USA, fino a Redondo Beach, un sobborgo di Los Angeles, sulla costa pacifica. Concepita dal giornalista e pilota d'auto Brock Yates e appoggiata dalla rivista Car and Driver dell'editore Steve Smith nel 1971, la gara non era una vera competizione con grandi rischi, ma voleva essere sia una celebrazione del Interstate Highway System, sia una protesta contro un codice della strada, ritenuto troppo restrittivo, che all'epoca cominciava a essere applicato.

## Descrizione
Il nuovo limite di velocità di 55 mph (miglia orarie), equivalente di 88 km/h, era considerato lento, paragonabile alle velocità medie dei viaggi punto a punto fatti da Erwin George Baker nella prima metà del XX secolo. Nel 1933 Baker guidò da costa a costa con una Graham-Paige modello 57 Blue Streak 8, fissando un record di 53 ore e 30 minuti, con media sopra le 50 mph, che rimase imbattuto per 40 anni. Se questo era possibile per un solo uomo guidando su cattive strade e attraversando villaggi, un team di due o più piloti esperti, magari professionisti, guidando auto moderne, su strade larghe, sicure e senza incroci come le highway, avrebbero potuto raggiungere senza rischi eccessivi, a parte quello di essere multati, una media tra le 90 e le 100 mph. Altra motivazione era il divertimento associato alla pubblicazione di un resoconto in tono scherzoso su Car and Driver e altre pubblicazioni automobilistiche.
Il percorso inizialmente fu compiuto da Yates, suo figlio Brock jr., Smith e dal loro amico Jim Williams, partendo il 3 maggio 1971, con un furgone Dodge Custom Sportsman chiamato "Moon Trash II", questa viene considerata la prima edizione della gara anche se non ci furono altri partecipanti.
La gara, che fu disputata altre quattro volte (il 15 novembre 1971, il 13 novembre 1972, il 23 aprile 1975 e il 1º aprile 1979), consisteva nel partire, verso mezzanotte, dal Red Ball Garage sulla East 31st Street di New York, in seguito dall'ormai scomparso Lock, Stock, and Barrel restaurant di Darien, e arrivare al Portofino Inn di Redondo Beach nel minor tempo possibile, non erano previste altre limitazioni né sulle vetture da utilizzare né sulle strade da percorrere.
Il partecipante più importante fu sicuramente Dan Gurney pilota di altissimo livello e già vincitore della 24 ore di Le Mans, che si impose nella seconda edizione con una Ferrari 365 Daytona. Dan stesso darà il meglio dicendo: "At no time did we exceed 175 mph" (in nessun momento abbiamo superato le 175 mph), con Brock Yates come copilota attraversò le 2863 miglia del percorso in 35 ore e 54 minuti con una media intorno alle 80 mph, pur essendo stati rallentati dalla neve sulle Montagne Rocciose. Il record della Cannonball fu di 32 ore e 51 minuti, per una media di circa 87 mph, segnato da Dave Heinz e Dave Yarborough nell'ultima edizione della gara con una Jaguar XJS.
Questo evento ispirò nel 1976 i film La corsa più pazza del mondo (titolo originale: The Gumball Rally) e Cannonball, di cui vennero girati i sequel La corsa più pazza d'America (titolo originale: The Cannonball Run) e La corsa più pazza d'America n. 2 (titolo originale: The Cannonball Run II).
La Cannonball fu infine cancellata nel 1979 in seguito all'attenzione dei media e alle pressioni fatte sugli organizzatori da politici e organi di polizia in merito ai problemi di sicurezza stradale che la gara provocava. In seguito Car and Driver sponsorizzò una competizione in cui era previsto il rispetto dei limiti di velocità: il One Lap of America.

Ci furono degli epigoni fuorilegge negli Stati Uniti, in Europa e in Australia, che chiamarono Cannonball altre competizioni senza l'approvazione di Yates.

Nell'estate del 1999 traendo ispirazione dalla Cannonball fu organizzata la Gumball 3000, un rally non competitivo di 3000 miglia.